# William Walcher
William Walcher (auch einfach Walcher, Walchere und Walker; † 14. Mai 1080 in Gateshead) war Bischof von Durham ab 1071; er stammte aus Niederlothringen und war der erste nicht-englische Inhaber dieses Bischofsstuhls. Er wurde von Wilhelm dem Eroberer nach der Plünderung des Nordens ernannt. Er wurde 1080 ermordet, was Wilhelm dazu veranlasste, erneut eine Armee in den Norden zu schicken und die Region ein zweites Mal heimzusuchen.

## Karriere
Walcher war ein Priester aus Lüttich in Niederlothringen, und ein weltlicher Schreiber. Er wurde von Wilhelm I. von England eingeladen, den Posten des Bischofs von Durham zu besetzen, 1071 zum Bischof geweiht und wahrscheinlich am 3. April 1071 auf den Thron gesetzt. Während des ersten Teils seiner Amtszeit als Bischof war er mit Waltheof II., Earl of Northumbria befreundet, so dass Waltheof beim Klerus saß, wenn Walcher Synoden hielt. Nachdem Waltheof rebelliert und sein Earldom verloren hatte, durfte Walcher das Earldom kaufen. Walcher plante, Mönche in sein Domkapitel aufzunehmen, und wurde als jemand bezeichnet, der das Mönchtum in seiner Diözese ermutigte. Insbesondere war er als Patron von Reinfried und Aldwine bekannt, die versuchten, die Whitby Abbey wiederherzustellen. Schließlich ließ sich die Gruppe in Durham unter Walchers Nachfolger William of St Calais nieder. Der Chronist Symeon von Durham gab an, dass Walcher mit dem Bau von Klostergebäuden in Durham begonnen hatte, um Mönche in Durham anzusiedeln.
Einer von Walchers Ratgebern war Ligulf von Lumley, der durch seine Geburt mit der alten nordumbrischen Grafenfamilie verbunden und mit der Tochter von Ealdred, Earl of Bernicia, verheiratet war. Ligulfs Anwesenheit im Bischofsrat stellte eine Verbindung zur örtlichen Aristokratie her. 1079 gab es eine schottische Invasion, mit der Walcher nicht effektiv umgehen konnte oder wollte. Die Schotten unter König Malcolm III. waren in der Lage, Northumberland ungefähr drei Wochen ohne Widerstand zu plündern, bevor sie mit Sklaven und Beute nach Schottland zurückkehrten. Ligulf stand Walchers Verhalten sehr kritisch gegenüber. Es kam zu einer Fehde zwischen Ligulf und zwei von Walchers Handlangern, seinem Kaplan Leobwin und seinem Verwandten Gilbert. Gilbert griff mitten in der Nacht Ligulfs Herrenhaus an, wobei Ligulf und der größte Teil seines Haushalts getötet wurden.
Die Northumbrer waren wütend über die Ermordung eines ihrer Anführer, und es drohte wirklich ein Aufstand. Um die Situation zu beruhigen, stimmte Walcher zu, Ligulfs Verwandten bei Gateshead zu treffen. Er reiste aus Sicherheitsgründen mit mindestens einhundert Gefolgsleuten. In Gateshead traf er den Anführer der Verwandten, Eadulf Rus, und ihm wurde eine Petition zum begangenen Unrecht vorgelegt. Walcher lehnte die Petition ab, und die wütenden Northumbrer griffen die Normannen an. Walcher und seine Männer suchten Zuflucht in einer nahe gelegenen Kirche, aber die Northumbrer steckten sie in Brand. Leobwin starb in den Flammen, und als Walcher, Gilbert und der Rest seiner Gruppe durch das Feuer vertrieben wurden, wurden sie am 14. Mai 1080 in Gateshead getötet.

## Charakter
Walcher war ein frommer Mann aber ein inkompetenter Anführer. Gemäß Symeon von Durham durften die Ritter aus Walchers Umgebung ohne Strafe plündern und die Einwohner töten. Er galt als gebildeter Bischof, Symeon von Durham stellte ihn als einen ehrlichen, aufrichtigen Mann dar, der fleißig seine bischöflichen Pflichten wahrnahm.
Walchers Nachfolger als Earl of Northumbria wurde Aubri de Coucy. William of St Calais wurde Bischof.

## Folgen seiner Ermordung
Nach der Ermordung Walchers griffen die Rebellen Walchers Schloss in Durham an und belagerten es vier Tage lang, bevor sie in ihre Häuser zurückkehrten. Das Ergebnis ihres Aufstands und die Ermordung von Williams ernanntem Bischof veranlassten König Wilhelm I., seinen Halbbruder Odo von Bayeux mit einer Armee zu schicken, um die Northumbria zu plündern. Viele einheimische Adlige wurden ins Exil getrieben, und die Macht der angelsächsischen Adels in Northumbria wurde gebrochen.